# Мангусти
Мангустите (Herpestes) са род бозайници от семейство Мангустови (Herpestidae).
Таксонът е описан за пръв път от Йохан Карл Вилхелм Илигер през 1811 година.

## Видове
- Herpestes apiculatus
- Herpestes auropunctatus
- Herpestes badius
- Herpestes bocagei
- Herpestes brachyurus – Късоопашата мангуста
- Herpestes edwardsi – Сива индийска мангуста
- Herpestes flavescens
- Herpestes fusca
- Herpestes fuscus – Индийска кафява мангуста
- Herpestes gambianus
- Herpestes gracilis
- Herpestes grandis
- Herpestes ichneumon – Египетска мангуста
- Herpestes javanicus – Малка индийска мангуста
- Herpestes lemanensis
- Herpestes mutgigella
- Herpestes naso – Дългоноса мангуста
- Herpestes nepalensis
- Herpestes ochraceus
- Herpestes parvulus
- Herpestes pulverulentus
- Herpestes punctulatus
- Herpestes ruddi
- Herpestes rutilus
- Herpestes sanguineus
- Herpestes semitorquatus – Огърличена мангуста
- Herpestes smithii – Индийска червена мангуста
- Herpestes urva – Мангуста крабояд
- Herpestes vitticollis – Ивичестошия мангуста
- Herpestes widdringtoni
- Herpestes zebra